# 7. (Preußisches) Infanterie-Regiment (Reichswehr)
Das 7. (Preußisches) Infanterie-Regiment war ein Regiment der Reichswehr.

## Geschichte
Das Regiment wurde am 1. Januar 1921 aus den Reichswehr-Infanterie-Regimentern 11, 15 und 16 des Übergangsheeres gebildet. Am 29. Mai 1922 erhielt das Regiment zusätzlich zu seinem Namen die landsmannschaftliche Bezeichnung „Preußisches“.
Im Zuge der Vergrößerung der Reichswehr wurde das Regiment 1934 in der ersten Aufstellungswelle geteilt und daraus das Infanterie-Regiment Schweidnitz und das Infanterie-Regiment Breslau gebildet.

### Garnisonen
- Schweidnitz: Regimentsstab und Ausbildungs-Bataillon
- Brieg, später Oppeln: I. Bataillon mit Stab, 1. und 2. Kompanie
- Neiße: I. Bataillon, 3. und 4. Kompanie
- Hirschberg: II. (Jäger-)Bataillon mit Stab, 7. und 8. Kompanie
- Glatz: II. (Jäger-)Bataillon, 5., 6. Kompanie und 13. (MW-) Kompanie
- Breslau: III. Bataillon mit Stab

### Kommandeure
| Nr. | Name                               | Beginn der Berufung | Ende der Berufung  |
| --- | ---------------------------------- | ------------------- | ------------------ |
| 1.  | Oberst Karl von Keiser             | 01. Januar 1921     | 31. März 1923      |
| 2.  | Oberst/Generalmajor Lothar Fritsch | 01. April 1923      | 31. März 1927      |
| 3.  | Oberst Otto von Stülpnagel         | 01. April 1927      | 1929               |
| 4.  | Oberst/Generalmajor Hermann Metz   | 1929                | 31. März 1931      |
| 5.  | Oberst Paul Gerhardt               | 01. April 1931      | 30. September 1933 |

## Organisation

### Verbandszugehörigkeit
Das Regiment unterstand dem Infanterieführer III der 3. Division in Potsdam.

### Gliederung
Das Regiment bestand neben dem Regimentsstab mit Nachrichtenstaffel aus
I. Bataillon mit Stab und Nachrichtenstaffel, hervorgegangen aus dem Reichswehr-Infanterie-Regiment 16,
II. Bataillon mit Stab und Nachrichtenstaffel, hervorgegangen aus dem Reichswehr-Infanterie-Regiment 11,
III. Bataillon mit Stab und Nachrichtenstaffel, hervorgegangen aus den Reichswehr-Infanterie-Regimentern 11 und 16,
Ergänzungs-Bataillon, ab 23. März 1921 Ausbildungs-Bataillon, hervorgegangen aus dem Reichswehr-Infanterie-Regiment 15.
Jedes Feld-Bataillon gliederte sich zu drei Kompanien zu je drei Offizieren und 161 Unteroffizieren und Mannschaften (3/161) sowie einer MG-Kompanie (4/126). Insgesamt bestand ein Bataillon aus 18 Offizieren und Beamten (einschließlich Sanitätsoffizieren) und 658 Mann.

## Bewaffnung und Ausrüstung

### Hauptbewaffnung
Die Schützen waren mit dem Karabiner K98a ausgerüstet. Jeder Zug besaß ein leichtes Maschinengewehr 08/15.
In den MG-Kompanien bestanden jeweils der 1. Zug aus drei Gruppen mit drei schweren Maschinengewehren MG 08 auf Lafette, vierspännig gezogen, der 2. bis 4. Zug aus drei Gruppen mit drei schweren Maschinengewehren MG 08 auf Lafette, zweispännig gezogen.
Die schwersten Waffen des Regiments waren die Minenwerfer in der 13. Kompanie. Der 1. Zug war mit zwei mittleren Werfern 17 cm, vierspännig gezogen, ausgerüstet, der 2. und 3. Zug mit drei leichten Werfern 7,6 cm, zweispännig gefahren.

## Sonstiges

### Traditionsübernahme
Das Regiment übernahm 1921 die Tradition der alten Regimenter.
- 1. Kompanie: 4. Schlesisches Infanterie-Regiment Nr. 157
- 2. und 16. Kompanie: Infanterie-Regiment „Kaiser Karl von Österreich und König von Ungarn“ (4. Oberschlesisches) Nr. 63
- 3. und 4. Kompanie: Infanterie-Regiment „von Winterfeldt“ (2. Oberschlesisches) Nr. 23
- 5., 6. und 13. Kompanie: Füsilier-Regiment „General-Feldmarschall Graf Moltke“ (Schlesisches) Nr. 38
- 7. Kompanie: 2. Schlesisches Jäger-Bataillon Nr. 6
- 8. Kompanie: Jäger-Bataillon „von Neumann“ (1. Schlesisches) Nr. 5
- 9. und 12. Kompanie: Grenadier-Regiment „König Friedrich III.“ (2. Schlesisches) Nr. 11
- 10. und 11. Kompanie: 4. Niederschlesisches Infanterie-Regiment Nr. 51
- 14. und 15. Kompanie: Grenadier-Regiment „König Friedrich Wilhelm II.“ (1. Schlesisches) Nr. 10